# Saab Talladega

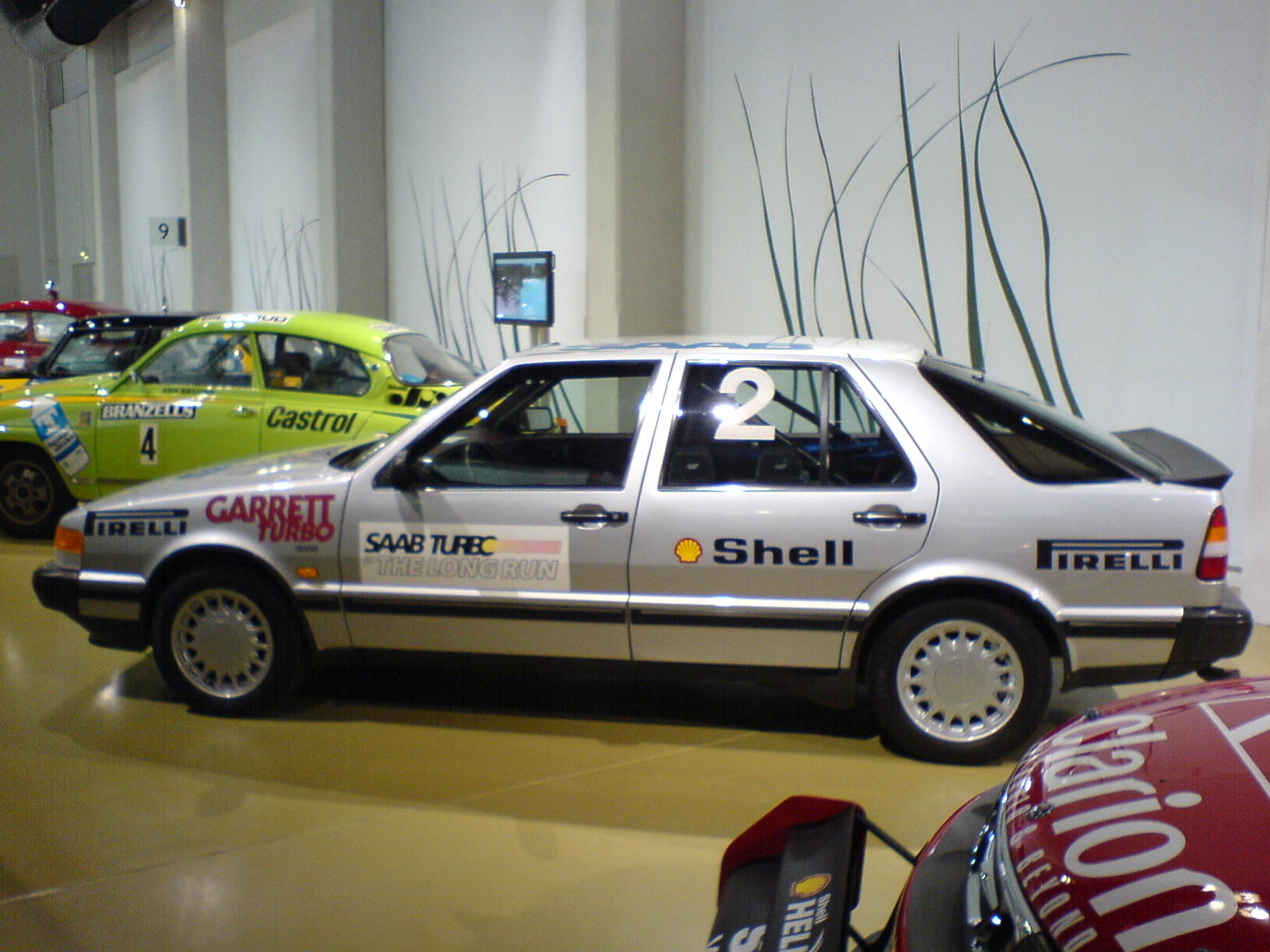
Bil nummer två från "The Long Run" på Saabs museum i Trollhättan.

1986 och 1996 utförde Saab två uthållighetstester på Talladega Superspeedway i Alabama, USA. I The Long Run 1986 kördes Saab 9000 och i Talladega Challenge 1996 kördes Saab 900. Idén var att ta helt omodifierade fabriksbilar och köra en extremt lång sträcka med så hög medelhastighet som möjligt. På så vis skulle man bevisa Saab-bilars uthållighet och tillförlitlighet.

## The Long Run
På sensommaren 1986 bjöd Saab in Fédération Internationale de l'Automobile (FIA) till fabriken i Trollhättan för att välja ut tre stycken nybyggda Saab 9000 2,0 Turbo. Bilarna plomberades för att de inte skulle kunna modifieras, och skeppades till Talladega, Alabama. Den 7 oktober gick startskottet och bilarna accelererade till maxfarten på drygt 220 km/h. Bilarna stannade endast för tankning och underhåll. Förutom rutinmässigt underhåll såsom olje- och tändstiftsbyte utfördes även små reparationer. Vid reparationer fick dock endast reservdelar som vägde sammanlagt 85 kg och som medförts i fordonet från start användas. Varje bil hade därför ett komplett topplock, ett turboaggregat samt diverse slangar och kopplingar i bagageutrymmet.
I 20 dygn turades 31 förare om att köra de tre bilarna 100 000 kilometer (motsvarande 2,5 varv runt jorden) dag och natt med gasen i botten. När man kom i mål hade den snabbaste bilen kört sträckan med en medelhastighet av 213,299 kilometer i timmen. Då är alla stopp medräknade. De två andra bilarna hade medelhastigheterna 210 respektive 208 km/h. Utöver det totala rekordet slogs ytterligare ett världsrekord samt 19 internationella fartrekord. Totalt hade varje bil kört 23 500 varv runt banan, och i snitt hade de slitit ut 36 uppsättningar däck och förbrukat 27 000 liter bensin. Turboaggregaten hade under tiden snurrat 3,9 miljarder varv.
Idag finns en av de tre Saabarna fortfarande kvar i Talladega och står på Talladega International Speedway Museum. Bil nummer två står på Saabs museum i Trollhättan, och bil tre står på Saab Automobile USA Heritage Collection, Sterling Heights, Michigan.

## Talladega Challenge

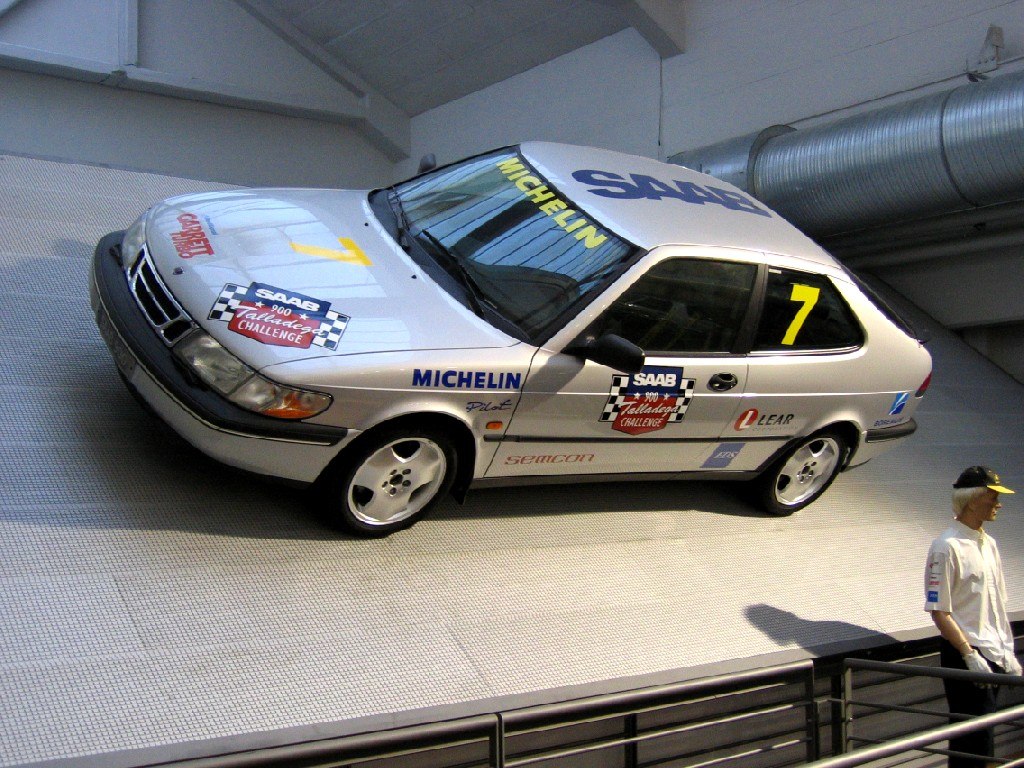
Bil nummer sju från "Talladega Challenge" på Saabs museum i Trollhättan.

Tio år efter det första försöket var det dags igen. Denna gången valdes sex stycken Saab 900 ut, tre stycken 2,0 Turbo, två stycken 2,5 V6 och en 2,0 i. Denna gången var det bara en av turbobilarna som kördes av Saabs egna förare, de andra kördes av motorjournalister från hela världen. Ett krav var dock att man skulle ha racinglicens. Den 24 oktober gick startskottet och precis som förra gången kördes bilarna med full fart ända till målgång. Även denna gång gjordes rutinmässigt underhåll, var 55:e minut gjordes ett depåstopp för förarbyte, tankning och, andra nödvändiga åtgärder. Bilarnas 2000-mils service, bestående av olje- och tändstiftsbyte, utfördes på två minuter. Den här gången gick emellertid inte alla bilar i mål. Under en av de sista dagarna, i ösregn och vindbyar på 40 m/s, körde Saabs testförare Herman Rundström in i skyddsmuren och ödelade en av turbobilarna. Detta var dock ändå något som Saab kunde vända till något positivt. Efter att ha kört av vägen i över 200 km/h med en standardutrustad Saab 900 kunde föraren själv gå ur bilen, vilket visar hur säker bilen är.
En stor skillnad 1996 mot 1986 var att den här gången körde inte varje bil 100 000 kilometer. De sex bilarna körde istället sammanlagt 100 000 miles (161 000 km). Den bilen som körde snabbast var bil nummer ett, med turbomotor. Den avverkade 25 000 kilometer med en medelhastighet av 226,450 kilometer i timmen. 13 km/h fortare än 9000 körde tio år tidigare.

## Resultat

### Rekord slagna under The Long Run

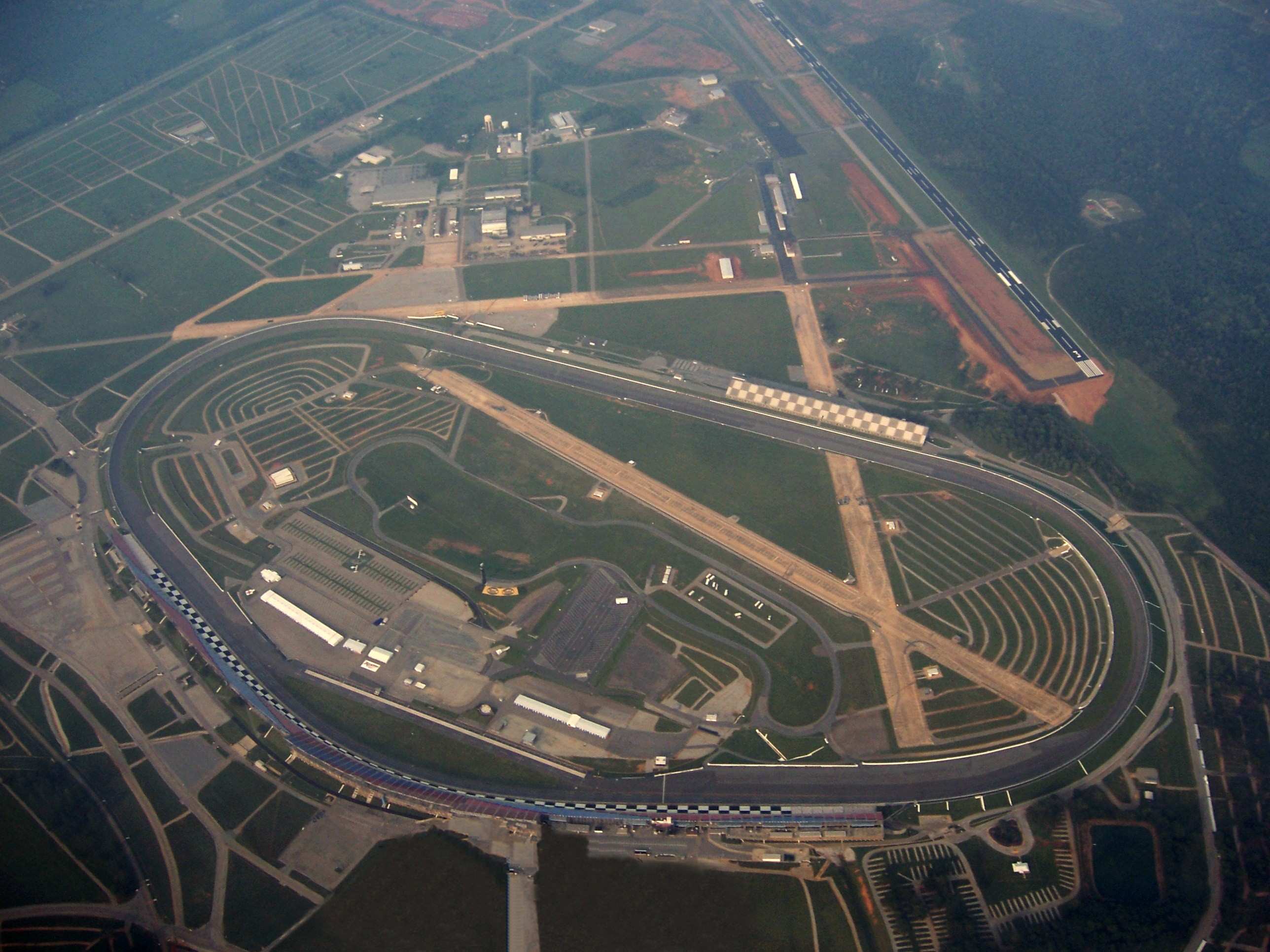
Talladega Superspeedway.

| Sträcka/Tid  | Fart         | Rekord                     |
| ------------ | ------------ | -------------------------- |
| 10 km        | 202,9 km/h   | Internationellt fartrekord |
| 5 000 km     | 214,8 km/h   | Internationellt fartrekord |
| 10 miles     | 207,1 km/h   | Internationellt fartrekord |
| 24 timmar    | 214,8 km/h   | Internationellt fartrekord |
| 100 km       | 218,7 km/h   | Internationellt fartrekord |
| 5 000 miles  | 214,5 km/h   | Internationellt fartrekord |
| 100 miles    | 219,6 km/h   | Internationellt fartrekord |
| 10 000 km    | 232,6 km/h   | Internationellt fartrekord |
| 1 timme      | 220,6 km/h   | Internationellt fartrekord |
| 10 000 miles | 232,0 km/h   | Internationellt fartrekord |
| 500 km       | 217,4 km/h   | Internationellt fartrekord |
| 25 000 km    | 212,7 km/h   | Internationellt fartrekord |
| 500 miles    | 217,0 km/h   | Internationellt fartrekord |
| 25 000 miles | 213,8 km/h   | Internationellt fartrekord |
| 1 000 km     | 217,7 km/h   | Internationellt fartrekord |
| 50 000 km    | 214,1 km/h   | Internationellt fartrekord |
| 6 timmar     | 217,0 km/h   | Internationellt fartrekord |
| 50 000 miles | 213,6 km/h   | Världsrekord               |
| 1 000 miles  | 216,7 km/h   | Internationellt fartrekord |
| 100 000 km   | 213,299 km/h | Världsrekord               |
| 12 timmar    | 214,9 km/h   | Internationellt fartrekord |

Källa: